# پایگاه نیروی هوایی پرین
 پایگاه نیروی هوایی پرین (به انگلیسی: Perrin Air Force Base) یک فرودگاه پایگاه نیروی هوایی است . این فرودگاه در شهر شرمن، تگزاس کشور ایالات متحده آمریکا قرار دارد .